# ليث بن طريف
ليث بن طريف كان قائدًا وواليًّا معتوقًا في القرن الثامن للخلافة العباسية .

## سيرته
أخطأ فيلهلم بارتولد في تحديد هويته على أنه ابن نصر بن سيار، آخر والٍ أموي لخراسان ،  ولكن وفقًا لكتاب الأغاني ومصادر أخرى، كان ليث وشقيقه مُعلَّى أبناء رجل معين يُدعى طريف، وهو عبد أو مولى للخليفة العباسي المنصور (حكم 754-775). بِيع ليث وشقيقه للخلافةوتحديدًا في زمن المنصور وأعطاهما لوريثه المهدي (حكم 775-785)، الذي حررهما. 
وقد ورد ذكر ليث أولًا على أنه كان يقود جيشًا ضد ملك فرغانة تحت قيادة المنصور، بينما أرسله المهدي ضد المتمرد في فارس المقنا .  ثم عينه المهدي واليا على السند . عٌزل خلال فترة حكم الهادي القصيرة (حكم 785-786)، ولكن أعاده هارون الرشيد (حكم 786-809) إلى منصبه.  وبسبب تشابه الأسماء فإما هو أو ليث بن الفضل كانا واليًا على دينارو في 796/7.